# Arnaud Vincent
Arnaud Vincent   (Laxou, 30 de novembre de 1974) és un antic pilot de motociclisme francès que va guanyar el Campionat del Món de 125cc de 2002. Abans, el 1997, ja havia estat Campió d'Europa de la mateixa cilindrada.

## Resultats al Mundial de motociclisme
Barem de puntuació de 1993 ençà:
| Posició | 1  | 2  | 3  | 4  | 5  | 6  | 7 | 8 | 9 | 10 | 11 | 12 | 13 | 14 | 15 |
| Punts   | 25 | 20 | 16 | 13 | 11 | 10 | 9 | 8 | 7 | 6  | 5  | 4  | 3  | 2  | 1  |

(Ids. Grans Premis | Llegenda) (Curses en negreta indiquen pole; curses en  itàlica indiquen volta ràpida)
| Any  | Categoria | Moto    | 1       | 2       | 3       | 4       | 5       | 6       | 7       | 8       | 9       | 10      | 11      | 12      | 13      | 14      | 15      | 16      | Pos | Pts |
| ---- | --------- | ------- | ------- | ------- | ------- | ------- | ------- | ------- | ------- | ------- | ------- | ------- | ------- | ------- | ------- | ------- | ------- | ------- | --- | --- |
| 1996 | 125cc     | Aprilia | MAL     | INA     | JPN     | ESP     | ITA     | FRA Ret | NED     | GER     | GBR     | AUT     | CZE     | IMO     | CAT     | BRA     | AUS     |         | NC  | 0   |
| 1998 | 125cc     | Aprilia | JPN 20  | MAL 10  | ESP 14  | ITA 11  | FRA 12  | MAD Ret | NED 16  | GBR 11  | GER 2   | CZE 6   | IMO 9   | CAT 12  | AUS Ret | ARG 7   |         |         | 12è | 72  |
| 1999 | 125cc     | Aprilia | MAL 4   | JPN Ret | ESP 10  | FRA 2   | ITA 5   | CAT 1   | NED 7   | GBR 9   | GER 10  | CZE 10  | IMO 3   | VAL 4   | AUS Ret | RSA 2   | BRA 13  | ARG Ret | 7è  | 155 |
| 2000 | 125cc     | Aprilia | RSA 1   | MAL Ret | JPN 8   | ESP 8   | FRA 5   | ITA 8   | CAT 4   | NED 13  | GBR 13  | GER 4   | CZE 6   | POR 3   | VAL 10  | BRA Ret | PAC 8   | AUS Ret | 7è  | 132 |
| 2001 | 125cc     | Honda   | JPN 9   | RSA 6   | ESP 11  | FRA 6   | ITA 7   | CAT 14  | NED 2   | GBR 18  | GER Ret | CZE Ret | POR 10  | VAL 18  | PAC Ret | AUS 21  | MAL 7   | BRA 3   | 10è | 94  |
| 2002 | 125cc     | Aprilia | JPN 1   | RSA 2   | ESP 2   | FRA 4   | ITA 9   | CAT 11  | NED 4   | GBR 1   | GER 1   | CZE 3   | POR 1   | BRA 2   | PAC 15  | MAL 1   | AUS 4   | VAL 2   | 1r  | 273 |
| 2003 | 125cc     | KTM     | JPN Ret | RSA 12  | ESP 22  | FRA Ret | ITA 21  | CAT 14  | NED Ret | GBR 8   | GER Ret | CZE     |         |         |         |         |         |         | 18è | 39  |
| 2003 | 125cc     | Aprilia |         |         |         |         |         |         |         |         |         |         | POR 5   | BRA 13  | PAC 19  | MAL 16  | AUS 5   | VAL Ret | 18è | 39  |
| 2004 | 250cc     | Aprilia | RSA 13  | ESP 8   | FRA Ret | ITA Ret | CAT     | NED Ret | BRA 19  | GER Ret | GBR Ret | CZE Ret | POR Ret | JPN Ret | QAT     | MAL     | AUS     | VAL 12  | 21è | 15  |
| 2005 | 250cc     | Fantic  | ESP Ret | POR Ret | CHN     | FRA DNQ | ITA Ret | CAT Ret | NED 24  | GBR Ret | GER Ret | CZE 18  | JPN Ret | MAL Ret | QAT Ret | AUS Ret | TUR Ret | VAL Ret | NC  | 0   |
| 2006 | 250cc     | Honda   | ESP 10  | QAT 16  | TUR Ret | CHN Ret | FRA 15  | ITA Ret | CAT 16  | NED DNQ | GBR     | GER Ret | CZE 14  | MAL 11  | AUS Ret | JPN DNS | POR     | VAL     | 22è | 14  |